# بنفشه مستور
بنفشه مستور (نام علمی: Viola occulta) نام یک گونه از سرده بنفشه است. جنس یا سردهٔ بنفشه در ایران ۱۴ گونه گیاه علفی یکساله یا چند ساله دارد.